# Cofradía de la Verónica (Andorra)
La Cofradía de la Verónica, se trata de una cofradía que se fundó en Andorra (Teruel) hacia 1870 y forma parte de la Semana Santa de Andorra.

## Historia
Fue fundada por las hermanas María y Rosa Aznar y sus respectivos esposos Rafael Galve y Antonio Alquézar siendo estos dos matrimonios quienes adquirieron la primera imagen siendo en un inicio una cofradía totalmente familiar pero hacia el 1930 el número de cofrades era de unas 25 personas.
La imagen sobrevivió a la Guerra Civil al ser escondida, aunque otras imágenes de la población fueron destruidas, tras esto en la posguerra no hubo muchos cambios. En 1957 se compran las actuales imágenes en Olot (Gerona).

## Elementos característicos

### Indumentaria
El hábito se compone de capa blanca hasta el suelo, túnica azulón ceñida con cíngulo blanco, capirucho azulón como la túnica que llega hasta la mitad de la espalda y cubre el pecho; tiene prendida en el centro la insignia de la Cofradía y una borla blanca en la espalda. Se usan también guantes blancos.

### Imágenes procesionales
Primera Imagen: Pieza de madera a la que se articulaban las manos y la cabeza de la Santa. El pilar de madera se forraba con almohadas y varias faldas superpuestas hasta conseguir el volumen apropiado. Las faldas se sujetaban con agujas de cabeza negra. En las manos se colocaba el paño representando el rostro de Jesús; se conserva, tanto el paño como el armazón y la figura primitiva de la Santa. La Imagen actual se compone de dos imágenes, la Verónica arrodillada con un paño de lienzo con el rostro de Jesús marcado y el Nazareno de pie con gesto de dolor y la cruz a cuestas.

### Emblema y estandarte
El escudo de la cofradía es el paño con el rostro de Jesús ensangrentado. Es blanco con el rostro bordado y va sobrepuesto en tela azulón con una cruz negra en la parte del escudo.
Es de color blanco, con bordados dorados y en el centro pintadas las imágenes de la Cofradía. En la parte posterior está bordado el nombre de la Cofradía y el año de adquisición del Estandarte: 1993.

### Otros elementos y cofrades
Todos los cofrades portan velas que funcionan con pilas. El cetrillero organiza con una cruz de madera la Cofradía en las procesiones. El número total de cofrades debe oscilar sobre 100 personas (en las procesiones suelen participar de 30 a 40 personas).

### Horario
- Sábado de pasión (Procesión de Estandartes) Hora: 18,00 (Estandarte)
- Domingo de Ramos (Vía Crucis a San Macario) Hora: 16,00 (2 Cofrades)
- Jueves Santo (Procesión del Silencio) Hora: 20,00
- Viernes Santo (Procesión del Santo Entierro) Hora: 21,00
- Domingo de Resurrección (Procesión de Jesus Resucitado) Hora: 12,30 (Estandarte)